# IC 1248
IC 1248 — галактика типу SBc () у сузір'ї Дракон.
Цей об'єкт міститься в оригінальній редакції індексного каталогу.